# Siège de Gibraltar (1349-1350)
 (novembre 2017).
Si vous disposez d'ouvrages ou d'articles de référence ou si vous connaissez des sites web de qualité traitant du thème abordé ici, merci de compléter l'article en donnant les références utiles à sa vérifiabilité et en les liant à la section « Notes et références ».
Pour l’article homonyme, voir Siège de Gibraltar.
Tentative du roi Alphonse XI de Castille pour reprendre la ville fortifiée de Gibraltar
Le cinquième siège de Gibraltar commence entre août 1349 et mars 1350.
Il fut une seconde tentative du roi Alphonse XI de Castille pour reprendre la ville fortifiée de Gibraltar. La ville était tenue par les Maures depuis 1333. Le siège a suivi des années de conflits intermittents entre les royaumes chrétiens d'Espagne et l'émirat de Grenade, ce dernier étant soutenu par le sultanat Mérinide du Maroc. Une série de défaites et de revers maures avaient positionné Gibraltar comme une enclave maure dans le territoire castillan. Son isolement géographique a été compensé par la force de ses fortifications, qui ont été grandement améliorées depuis 1333. Alphonse XI est arrivé avec une armée d'environ 20 000 hommes. Il était accompagné de sa maîtresse et leurs cinq enfants illégitimes. Son armée a creusé dans le nord de Gibraltar pour un long siège. Au nouvel an de 1350, la peste bubonique et la peste noire se sont répandues dans le camp castillan. Alphonse XI a refusé d'abandonner le siège mais il a été victime de la peste le 27 mars 1350, devenant le seul monarque à mourir de la maladie.

## Prélude au siège
Alphonse XI avait tenté de reprendre Gibraltar au quatrième siège de 1333, immédiatement après que la ville fortifiée ait été capturée par les Maures au troisième siège. Il avait été forcé de se retirer après deux mois de guerre de siège. La paix avait été temporairement restaurée par une trêve de quatre ans qui a expiré en 1338. Après avoir repris le conflit en 1339, les Maures ont subi des revers importants. Une armée marocaine sous les ordres d'Abd al-Malik Abd al-Wahid a été anéantie par les Castillans en 1339. En 1340, une armée beaucoup plus grande dirigée par Yusuf Ier de Grenade et le Sultan Abou al-Hasan Ali ibn Othman du Maroc a été détruite lors de la bataille de Río Salado par une armée chrétienne représentant tous les royaumes chrétiens espagnols et portugais. C'est l'une des plus grandes batailles de la Reconquista avec peut-être 150 000 à 200 000 hommes de chaque côté ; les Maures ont admis 60 000 morts, de leur côté seulement . Bien que la défaite ait laissé l'Andalousie maure extrêmement vulnérable, les royaumes chrétiens n'ont pas poussé leur avantage et ont donné aux Maures le temps de reconstruire leurs forces.

## Chute d'Algésiras
En août 1342, après ces victoires, Alphonse XI assiège le port stratégique d'Algésiras, à l'ouest de la baie de Gibraltar, avec une force navale castillane bloquant l'accès de la ville à la mer. Le siège de vingt mois est remarquable pour son utilisation du canon par les Maures ; c'est l'une des premières occasions où ces armes sont utilisées efficacement dans la guerre européenne. Bien que les Maures réussissent à repousser les Castillans, aucun des deux camps ne parvient à prendre le dessus jusqu'à ce que la flotte castillane réussisse à faire barrage à l'entrée du port d'Algésiras, complétant le blocus. Avec la garnison maintenant complètement coupée, Yusuf I accepte la défaite en mars 1344 et propose une trêve de quinze ans en échange de la reddition d'Algesiras, permettant à la garnison de se retirer pacifiquement, et la reprise des paiements tribaux de Grenade à Castille. Alfonso XI accepte la proposition mais réduit la période de trêve à dix ans. La trêve ne dure finalement que jusqu'en 1348 (4 ans) quand Abu al-Hasan Ali ibn Othman est renversé par son fils Abu Inan Faris. Yusuf reprend alors les hostilités avec un raid contre le territoire castillan. Cela donne à Alfonso XI l'occasion de déclarer aux Cortes de Castille en décembre 1348 qu'il marchera contre Gibraltar qui est maintenant une enclave mauresque à l'intérieur du territoire tenu par les Castillans. Ce n'est pas une cible facile : la ville a été considérablement fortifiée avec de nouveaux murs, des tours et une citadelle très renforcée, le château mauresque. Un grand nombre des faiblesses qui étaient apparues lors des sièges de 1333, comme l'absence de fortifications dans le sud de Gibraltar, avaient été corrigées.

## Siège et peste
Alfonso XI lance son expédition en août 1349, après avoir fait des préparatifs approfondis pour s'assurer qu'il ne ferait pas face aux problèmes qui avaient condamné sa tentative de 1333. Il lève de l'argent par trois prélèvements extraordinaires, obtenant des parts de revenus ecclésiastiques accordées par le pape (qui avait soutenu les campagnes d'Alphonse comme les croisades), vendant des terres royales et fondant et vendant les joyaux de la couronne. Il a également un contrôle beaucoup plus serré de ses nobles qu'en 1333, avec beaucoup de grands nobles de Castille accompagnant l'expédition. Il installe sa base dans la région de La Línea de la Concepción, au nord de Gibraltar, avec une armée de 20 000 hommes.
Les Castillans ne font aucune tentative pour prendre d'assaut Gibraltar mais s'installent pour un long siège et creusent des fossés défensifs à travers l'isthme pour bloquer les tentatives mauresques de s'échapper. Le camp ressemble plus à une ville qu'à un camp temporaire avec ses casernes construites pour l'armée. Alfonso XI est venu avec la plupart de sa famille (avec sa maîtresse Leonora de Guzman, ses quatre garçons et une fille - son fils légitime Pierre restant à Séville. Le siège est soutenu avec des canons primitifs dans ce qui devait être la première utilisation d'armes à poudre contre les fortifications de Gibraltar. Le siège se prolonge pendant l'automne et l'hiver sans que la garnison se rende. Au Nouvel An de 1350, la peste noire qui avait fait rage à travers l'Europe occidentale pendant les deux années précédentes apparait dans le camp. L'épidémie provoque la panique alors qu'un nombre croissant de soldats castillans ont commencé à mourir de la peste. Les généraux, les nobles et les dames de la maison royale prient Alfonso d'arrêter le siège mais le roi refuse ; selon les chroniqueurs castillans, il tira son épée et déclara qu'il ne partirait pas avant que Gibraltar ne soit de nouveau sous la domination chrétienne. Selon la Chronica de Alfonso XI, il répondit aux nobles et aux chevaliers qui le conseillaient « qu'il leur demandait de ne pas donner un tel conseil car cette ville et cette noble forteresse étaient sur le point de se rendre à lui, qu'il pensait que ce serait bientôt la sienne ; les Maures l'avaient gagnée et les chrétiens l'avaient perdue en son temps, et ce serait une honte si, par crainte de la mort, il la laissait telle qu'elle était ».
La détermination d'Alfonso allait bientôt lui coûter la vie. La Chronica rapporte que « c'était la volonté de Dieu que le Roi soit tombé malade et ait eu les enflures, et il est mort le vendredi saint, le 27 mars de l'année de notre Seigneur Jésus Christ 1350 ». Sa mort signifiait la fin immédiate du siège. Il fut le seul monarque médiéval à mourir de la peste. Yusuf I qui avait organisé une force de secours, laissa les Castillans se retirer en paix, tandis que la garnison maure de Gibraltar quittait les remparts de la ville pour faire ses adieux au cortège funèbre du roi castillan. Les Maures reconnurent qu'ils l'avaient échappé belle ; comme l'écrivit plus tard l'historien arabe Al-Khatib : « Le roi Alphonse était à la portée de toute la péninsule espagnole ... et, comme il assiégeait Gibraltar, Allah, dans sa grande sagesse, favorisa les fidèles à leur extrémité ».